# Stenostomum brevipharyngium
Stenostomum brevipharyngium är en plattmaskart. Stenostomum brevipharyngium ingår i släktet Stenostomum och familjen Stenostomidae. Inga underarter finns listade i Catalogue of Life.